# 鄔元會
鄔元會（16世紀—17世紀），一說鄔元曾，字時泰，號平階，浙江宁波府奉化人，明朝政治人物。同进士出身。

## 生平
十二月十二日生，治易经。萬曆十六年戊子科浙江乡试第六名举人，二十三年（1595年），登乙未科會試第115名，三甲196名进士，都察院觀政，二十四年六月授江西分宜县知县，二十七年丁父憂，二十九年六月復除福建福州府福清县知县。万历三十七年八月，以刑部员外郎身份，负责廣東当地乡试。之后担任徽州府知府，在当地有德政，任内力主修建歙县紫阳桥，民众在在桥东设鄔公祠祭祀。

## 家族
曾祖邬尚義；祖邬昙，庠生；父邬孟震，庠生。母何氏。严侍下。娶崔氏。子贻哲、贻谋、贻爱。